# Dragiša Blagojević
Dragiša Blagojević, czarn. Драгиша Благојевић (ur. 1 stycznia 1966) – czarnogórski szachista, arcymistrz od 2004 roku.

## Kariera szachowa
Pierwsze sukcesy na arenie międzynarodowej zaczął odnosić w połowie lat 80. XX wieku. W 1988 r. podzielił II miejsce (za Eduardem Meduną, wraz z Władimirem Ochotnikiem, a przed Wiktorem Gawrikowem i Konstantinem Lernerem) w Pradze. W 1990 r. triumfował (wraz ze Stanisławem Sawczenko) w Tuzli, natomiast w 1991 r. podzielił IV miejsce (wraz z Bojanem Kurajicą, Milanem Draško i Borislavem Ivkovem) w indywidualnych mistrzostwach Jugosławii. W 1996 r. osiągnął jeszcze większy sukces, zdobywając w Podgoricy tytuł wicemistrza kraju. W 2000 r. zwyciężył w rozegranych w Tivacie mistrzostwach Czarnogóry, rok później zdobywając w tych rozgrywkach medal srebrny. Kolejny sukces w mistrzostwach Jugosławii odniósł w roku 2002, dzieląc po dogrywce II-III miejsce (wraz z Dejanem Pikulą, za Milošem Pavloviciem). W 2002 r. podzielił II miejsce (za Władimirem Jepiszynem) w otwartym turnieju w Arco oraz podzielił I miejsce w kolejnych mistrzostwach Czarnogóry, rozegranych w Barze, osiągnięcie to powtarzając w 2003 roku. W 2004 r. zajął II miejsce (za Suatem Atalıkiem) w Zenicy, natomiast w 2005 r. po raz kolejny podzielił I miejsce w mistrzostwach Czarnogóry, podzielił również II miejsce (za Aleksandrem Delczewem, wraz z Wadimem Szyszkinem) w kołowym turnieju w Bijelim Polju.
Wielokrotnie reprezentował Czarnogórę w turniejach drużynowych, m.in.:
- trzykrotnie na olimpiadach szachowych (w latach 2008, 2010, 2012); medalista: indywidualnie – złoty (2008 – na IV szachownicy)[3],
- czterokrotnie na drużynowych mistrzostwach Europy (w latach 2007, 2009, 2011, 2013)[4].

Najwyższy ranking w dotychczasowej karierze osiągnął 1 listopada 2009 r., z wynikiem 2557 punktów zajmował wówczas 1. miejsce wśród szachistów czarnogórskich.